# Pénzmosó
Pénzmosó (eredeti cím: The Laundromat) 2019-ben bemutatott amerikai életrajzi-drámafilm, melyet Steven Soderbergh rendezett és Scott Z. Burns írt. A főszereplők Meryl Streep, Gary Oldman, Antonio Banderas, Jeffrey Wright, David Schwimmer, Matthias Schoenaerts, James Cromwell és Sharon Stone. A film a Panama-akták botrányán alapul.
A film világpremierjét a Venice Filmfesztiválon tartották 2019. szeptember 1-én. A Netflixen 2019. október 18-án jelent meg. A film vegyes értékeléseket kapott a kritikusoktól, és 153 értékelés alapján 41% -ot értékelte a Rotten Tomatoes-on.

## Szereplők
| Színész                | Szerep                        | Magyar hang      |
| ---------------------- | ----------------------------- | ---------------- |
| Meryl Streep           | Ellen Martin / Elena / Önmaga | Ráckevei Anna    |
| Gary Oldman            | Jürgen Mossack                | Sztarenki Pál    |
| Antonio Banderas       | Ramón Fonseca Mora            | Rátóti Zoltán    |
| Sharon Stone           | Hannah                        | Varga Klári      |
| David Schwimmer        | Matthew Quirk                 | Galambos Péter   |
| Matthias Schoenaerts   | Maywood                       | Simon Kornél     |
| Jeffrey Wright         | Malchus Irvin Boncamper       | Háda János       |
| Will Forte             | gringo #1                     |                  |
| Chris Parnell          | gringo #2                     |                  |
| James Cromwell         | Joseph David “Joe” Martin     | Szélyes Imre     |
| Melissa Rauch          | Melanie                       | Létay Dóra       |
| Larry Wilmore          | Jeff                          | Galbenisz Tomasz |
| Robert Patrick         | Richard Paris kapitány        | Schnell Ádám     |
| Rosalind Chao          | Gu Kailai                     | Incze Ildikó     |
| Jesse Wang             | Po Hszi-laj                   |                  |
| Nikki Amuka-Bird       | Miranda                       | Németh Borbála   |
| Nonso Anozie           | Charles                       | Törköly Levente  |
| Jessica Allain         | Simone                        | Sodró Eliza      |
| Amy Pemberton          | Fetching                      |                  |
| Cristela Alonzo        | Kilmer ügynök                 | Sági Tímea       |
| Jay Paulson            | Conners lelkipásztor          |                  |
| Charles Halford        | gyújtogató srác (cameoszerep) |                  |
| Shoshana Bush          | Rebecca Rubinstein            |                  |
| Norbert Weisser        | svájci síelő                  |                  |
| Marsha Stephanie Blake | Vincelle Boncamper            |                  |
| Veronica Osorio        | Maria                         |                  |